# NGC 5633
NGC 5633 é uma galáxia espiral (Sb) localizada na direcção da constelação de Boötes. Possui uma declinação de +46° 08' 51" e uma ascensão recta de 14 horas, 27 minutos e 28,5 segundos.
A galáxia NGC 5633 foi descoberta em 11 de Maio de 1787 por William Herschel.